# Вайгель, Рональд
Рональд Вайгель (нем. Ronald Weigel; род. 8 августа 1959, Хильдбургхаузен, Зуль) — немецкий легкоатлет, специалист по спортивной ходьбе. Выступал за сборные ГДР и объединённой Германии в 1977—1996 годах, обладатель бронзовой и двух серебряных медалей Олимпийских игр, чемпион мира, победитель Кубка мира, бывший рекордсмен мира на дистанции 50 км.

## Биография
Рональд Вайгель родился 8 августа 1959 года в Хильдбургхаузене, ГДР. Начал заниматься лёгкой атлетикой будучи школьником, в частности в 1973 году становился чемпионом Восточной Германии среди школьников.
Первого серьёзного успеха на международном уровне добился в сезоне 1977 года, когда вошёл в состав восточногерманской сборной и выступил на юниорском европейском первенстве в Донецке, где в зачёте ходьбы на 10 000 метров выиграл серебряную медаль.
В 1979 году на Кубке мира по спортивной ходьбе в Эшборне занял 11-е место в личном зачёте 20 км и тем самым помог соотечественникам стать бронзовыми призёрами командного зачёта.
В 1983 году на впервые проводившемся чемпионате мира по лёгкой атлетике в Хельсинки с результатом 3:43:08 превзошёл всех соперников в ходьбе на 50 км.
В июле 1984 года на домашнем старте в Берлине установил мировой рекорд на дистанции 50 км — 3:38:31. Рассматривался в качестве кандидата на участие в летних Олимпийских играх в Лос-Анджелесе, однако Восточная Германия вместе с несколькими другими странами восточного блока бойкотировала эти соревнования по политическим причинам. По итогам сезона награждён золотым орденом «За заслуги перед Отечеством».
В мае 1986 года на соревнованиях в Потсдаме улучшил свой мировой рекорд дисциплине 50 км — до 3:38:17. На чемпионате Европы в Штутгарте был дисквалифицирован за нарушение техники ходьбы.
В 1987 году стал серебряным призёром чемпионата Европы в помещении в Льевене и чемпионата мира в Риме, одержал победу на Кубке мира в Нью-Йорке.
Благодаря череде успешных выступлений в 1988 году удостоился права защищать честь страны на Олимпийских играх в Сеуле, где завоевал серебряные награды на дистанциях 20 и 50 км. За это выдающееся достижение был награждён орденом «Звезда дружбы народов» в серебре.
В августе 1989 года мировой рекорд Вайгеля пал, его превзошёл советский ходок Андрей Перлов.
В 1990 году на чемпионате Европы в Сплите в ходьбе на 50 км финишировал девятым.
После объединения Германии Вайгель признался, что являлся внештатным сотрудником Министерства государственной безопасности ГДР, но это не оказало большого влияния на его спортивную карьеру. Так, в 1991 году в составе немецкой сборной он стал девятым на чемпионате мира в помещении в Севилье, третьим на Кубке мира в Сан-Хосе, 16-м на чемпионате мира в Токио.
В 1992 году финишировал четвёртым на чемпионате Европы в помещении в Генуе. На Олимпийских играх в Барселоне выиграл бронзовую медаль в ходьбе на 50 км.
В 1993 году был пятым на чемпионате мира в помещении в Торонто, сошёл с дистанции на чемпионате мира в Штутгарте.
В 1994 году завоевал серебряную награду на чемпионате Европы в помещении в Париже, сошёл на чемпионате Европы в Хельсинки.
В 1995 году отметился выступлением в ходьбе на 50 км на чемпионате мира в Гётеборге, где был дисквалифицирован.
Принимал участие в Олимпийских играх 1996 года в Атланте, однако не показал здесь никакого результата на дистанции 50 км и вскоре завершил спортивную карьеру.
Впоследствии в 1997—2002 годах работал тренером в национальной сборной Австралии, в частности занимался подготовкой будущего рекордсмена мира и призёра Олимпийских игр Нейтана Дикса. Затем вернулся в Германию и возглавил немецкую сборную по спортивной ходьбе. С 2010 года также отвечал за подготовку бегунов-марафонцев.